# Brett Hudson
Brett Stuart Patrick Hudson (18 de enero de 1953) es un cantante, compositor, escritor y productor de televisión estadounidense. Fue el miembro más joven del grupo musical Hudson Brothers, formado junto a sus hermanos mayores Mark y Bill en 1965.

## Inicios
Hudson nació y creció en Portland, Oregón, siendo el menor de los tres hijos del matrimonio formado por Eleanor y William Louis Hudson. Los hermanos Hudson eran además sobrinos del actor Keenan Wynn. El padre abandonó a la familia cuando Brett tenía seis años, y su madre necesitó asistencia social para sacar adelante a la familia. Fue educado en la fe católica.

## Carrera
Hudson fundó la productora de televisión Frozen Pictures junto a Burt Kearns. La compañía produjo numerosas series y programas, como All the presidents' Movies, con  Martin Sheen como protagonista, para el canal de televisión Bravo, The Secret History of Rock 'N' Roll para Court TV con Gene Simmons de Kiss así como A Current Affair para Fox. También produjo y escribió la película de Burt Reynolds, Cloud 9. En 2012, Hudson coprodujo Hansel & Gretel Get Baked lanzado teatralmente por Tribeca Film.  En 2010 presentó la película The Chris Montez Story con Chris Montez en el transcurso del The Fest for Beatles Fans celebrado ese año en Secaucus, Nueva Jersey.
Ha realizado colaboraciones en varios álbumes, realizando coros para Alice Cooper en The Last Temptation (1994) y junto a Ringo Starr en I Wanna Be Santa Claus (1999).

### Reconocimientos
Hudson recibió en 2009 en el Festival de cine de Las Vegas el premio "As de oro" por el documental  The Seventh Python.

## Vida personal
Hudson se casó con Lavinia Lang en 1992.
En 2007 fue diagnosticado de cáncer, que tras recibir tratamiento de medicina alternativa comenzó a remitir en 2009. Es tío de la cantante Sarah Hudson, la actriz Kate Hudson y el actor Oliver Hudson.